# COLORZ
『COLORZ』（カラーズ）は、SoulJaの2枚目のアルバム。発売元は、Def Jam Recordings。

## 収録曲
1. プロローグ・Prologue feat.佐藤博  
  - 作曲・編曲：佐藤博
2. COLORZ of LOVE feat.Yukie&沖仁  
  - 作詞：SoulJa／作曲：沖仁、YANAGIMAN、SoulJa／編曲：YANAGIMAN
3. ヒップノヴァ・Hip Nova feat.浜口茂外也  
  - 作詞・作曲：SoulJa／編曲：YANAGIMAN
4. HURRY HOME(そばにいるね ) feat.SLY & ROBBIE,LADY TRAFFIC 
  - 作詞・作曲：SoulJa／編曲：佐藤博
5. 記念日 feat.Misslim  
  - 作詞：呉田軽穂、SoulJa／作曲：呉田軽穂／編曲：佐藤博、SoulJa
  - TX系「PVTV」エンディング・テーマ
  - TX系「やりすぎコージー」エンディング・テーマ
6. ONE TIME feat.一星&沖仁 
  - 作詞・作曲：SoulJa／編曲：佐藤博
  - TX系「アリケン」エンディング・テーマ
7. ダ バウンス・Da Bounce feat.Yukie  
  - 作詞・作曲：SoulJa／編曲：UTA
8. 花、ゆらり feat.高橋幸宏 
  - 作詞・作曲：SoulJa／編曲：高橋幸宏、SoulJa
9. ロードムーヴィー・Road Movie feat.細野晴臣  
  - 作詞・作曲：SoulJa／編曲：細野晴臣
10. home feat.Misslim  
  - 作詞・作曲：呉田軽穂、SoulJa／編曲：佐藤博
11. ZERO  
  - 作詞・作曲：SoulJa／編曲：青木孝允、SoulJa